# Bjerknes (månekrater)
Bjerknes er et nedslagskrater på Månen. Det befinder sig på den sydlige halvkugle på Månens bagside. Krateret ligger bag månens sydøstlige rand og udenfor det område, som af og til bringes inden for syne ved libration. Krateret er derfor aldrig set fra Jorden. Det er opkaldt efter den norske fysiker og meteorolog Vilhelm F. K. Bjerknes (1862 – 1951).
Navnet blev officielt tildelt af den Internationale Astronomiske Union (IAU) i 1970. 
Krateret observeredes første gang i 1965 af den sovjetiske rumsonde Zond 3.

## Omgivelser
Nærliggende kratere er Clarkkrateret mod øst og Pogsonkrateret mod syd-sydvest.

## Karakteristika
Bjerkneskraterets rand er nogenlunde cirkulær, men med lette uregelmæssigheder langs den nordøstlige fjerdedel. Randen har forholdsvis skarp kant og udviser kun få tegn på nedslidning. Den indre kraterbund er knudret og irregulær, begyndende fra det ophobede materiale ved foden af den indre væg.

## Satellitkratere
De kratere, som kaldes satellitter, er små kratere beliggende i eller nær hovedkrateret. Deres dannelse er sædvanligvis sket uafhængigt af dette, men de får samme navn som hovedkrateret med tilføjelse af et stort bogstav. På kort over Månen er det en konvention at identificere dem ved at placere dette bogstav på den side af satellitkraterets midte, som ligger nærmest hovedkrateret. Bjerkneskrateret har følgende satellitkratere:
| Bjerknes | Længde  | Bredde   | Diameter |
| -------- | ------- | -------- | -------- |
| A        | 36,0° S | 113,7° Ø | 18 km    |
| B        | 37,2° S | 113,8° Ø | 20 km    |
| E        | 38,0° S | 115,0° Ø | 54 km    |

## Måneatlas
- Billeder af Bjerkneskrateret i LPI-måneatlasset